# 宮城県道246号石巻松島自転車道線
宮城県道246号石巻松島自転車道線（みやぎけんどう246ごう いしのまきまつしまじてんしゃどうせん）は、宮城県石巻市から同県宮城郡松島町に至る一般県道（歩行者・自転車専用道）である。

## 概要

### 路線データ
- 起点：石巻市[1]
- 終点：宮城郡松島町[1]
- 総延長：31.5 km[2]
- 実延長：13,280.6 m[3]

## 路線状況

### 重複区間
- 宮城県道240号石巻女川線：石巻市中浦 - 同市門脇
- 宮城県道247号石巻工業港矢本線：石巻市門脇 - 東松島市大曲
- 国道45号：東松島市浜市 - 同市浅井
- 宮城県道60号鹿島台鳴瀬線：東松島市浅井 - 同市野蒜
- 宮城県道27号奥松島松島公園線：東松島市野蒜 - 同市野蒜
- 宮城県道27号奥松島松島公園線：東松島市新東名 - 宮城郡松島町磯崎

## 地理

### 通過する自治体
- 石巻市
- 東松島市
- 宮城郡松島町

### 交差する道路
- 国道398号（石巻市大街道西）
- 宮城県道240号石巻女川線（石巻市中浦）
- 宮城県道240号石巻女川線・宮城県道247号石巻工業港矢本線（石巻市門脇）
- 宮城県道247号石巻工業港矢本線（東松島市大曲）
- 国道45号（東松島市浜市）
- 国道45号・宮城県道60号鹿島台鳴瀬線（東松島市浅井）
- 宮城県道27号奥松島松島公園線・宮城県道60号鹿島台鳴瀬線（東松島市野蒜）
- 宮城県道27号奥松島松島公園線（東松島市野蒜）
- 宮城県道27号奥松島松島公園線（東松島市新東名）
- 宮城県道27号奥松島松島公園線（宮城郡松島町磯崎）
- 国道45号（宮城郡松島町松島・終点）